# Барлоу (Орегон)
Барлоу (енгл. Barlow) град је у америчкој савезној држави Орегон.

## Демографија
По попису из 2010. године број становника је 135, што је 5 (-3,6%) становника мање него 2000. године.
| Група             | 2000.       | 2010.       |
| Белци             | 119 (85,0%) | 108 (80,0%) |
| Афроамериканци    | 0 (0,0%)    | 1 (0,7%)    |
| Азијати           | 1 (0,7%)    | 0 (0,0%)    |
| Хиспаноамериканци | 13 (9,3%)   | 20 (14,8%)  |
| Укупно            | 140         | 135         |